# Reaktancja (elektryczność)
Reaktancja, opór bierny, sprzeciwność – wielkość charakteryzująca obwód elektryczny zawierający element o charakterze pojemnościowym (np. kondensator) lub indukcyjnym (np. cewkę). Jest urojoną częścią impedancji. Jednostką reaktancji jest om.
Reaktancję oznacza się na ogół symbolem X.
Gdy przez cewkę lub kondensator płynie prąd przemienny, część energii magazynowana jest w polu, odpowiednio, magnetycznym lub elektrycznym. Wywołuje to spadek napięcia wprost proporcjonalny do iloczynu prądu i reaktancji. W przypadku obwodów prądu stałego nie mówi się o reaktancji, ponieważ (pomijając stan nieustalony) cewka stanowi zwarcie, zaś kondensator przerwę w obwodzie.
Reaktancje idealnej cewki i idealnego kondensatora są równe co do wartości bezwzględnej ich impedancji. Napięcie i prąd w takich elementach są przesunięte w fazie o 90 stopni względem siebie. Znak liczby zależy od tego, czy prąd wyprzedza napięcie, czy napięcie wyprzedza w fazie prąd.
Reaktancja cewki (opór indukcyjny, induktancja) ma znak dodatni i oblicza się ją ze wzoru:
{\displaystyle X_{L}=\omega L,}
gdzie:
{\displaystyle L} – indukcyjność własna cewki,
{\displaystyle \omega } – pulsacja.
Reaktancja kondensatora (opór pojemnościowy, kapacytancja) ma znak ujemny, oblicza się ją ze wzoru:
{\displaystyle X_{C}=-{\frac {1}{\omega C}},}
gdzie:
{\displaystyle C} – pojemność kondensatora,
{\displaystyle \omega } – pulsacja.
W układach wysokiej częstotliwości (układy o stałych rozłożonych) elementy o charakterze pojemnościowym i indukcyjnym często uzyskuje się przez wprowadzenie do prowadnicy falowej nieciągłości, na przykład zwężenia.
Reaktancja połączonych szeregowo cewek i kondensatorów jest sumą ich reaktancji:
{\displaystyle X=X_{L}+X_{C}.}
W konwencji przyjmującej, że reaktancja kondensatora jest dodatnia, reaktancja połączonych szeregowo cewek i kondensatorów jest różnicą ich reaktancji::
{\displaystyle X=X_{L}-X_{C}.}